# 加拉河
40°47′25″N 47°36′36″E / 40.7902°N 47.6101°E
加拉河是阿塞拜疆的河流，位於該國北部，處於蓋貝萊區，距離首都巴庫以西200公里，流域地區人煙稀少，每年平均降雨量510毫米。